# گالراس (سوکره)
گالراس (انگلیسی: Galeras, Sucre) نام شهری در کشور کلمبیا است.